# I masnadieri (miniserie televisiva)
I masnadieri è uno sceneggiato televisivo diretto da Anton Giulio Majano, prodotto dalla RAI nel 1959.

## La sceneggiatura
Rispetto a Die Räuber di Schiller, la sceneggiatura rimane generalmente abbastanza fedele al testo, sia dal punto sintattico che lessicale. In diversi punti del testo vengono però operati dei tagli, in particolare in presenza di lunghi monologhi o soliloqui, ma anche i dialoghi vengono contratti, sia per eliminazione di intere battute che per cancellazione di alcuni periodi. Vengono inoltre eliminate le canzoni, benché rimangano le scene di Amalia al liuto, che in silenzio suona.